# Zwariować ze szczęścia
Zwariować ze szczęścia (wł. La pazza gioia) – włoski komediodramat z 2016 roku w reżyserii Paola Virzìego, z Valerią Bruni Tedeschi i Micaelą Ramazzotti w rolach głównych.

## Premiera
Film miał swoją światową premierę 14 maja 2016 roku podczas 69. MFF w Cannes w ramach sekcji "Directors' Fortnight". Obraz wszedł na ekrany włoskich kin 17 maja 2016 roku. W Polsce film zaprezentowano podczas Warszawskiego Międzynarodowego Festiwalu Filmowego 13 października 2016 roku. Na ekrany polskich kin obraz trafił 10 marca 2017 roku.

## Fabuła
Akcja filmu rozgrywa się w czasach współczesnych w Toskanii. Dwie pensjonariuszki uciekają ze szpitala psychiatrycznego. Beatrice i Donatella są kobietami w średnim wieku, które w życiu wiele już przeszły. Ukazane zostaje, że w życiu zazwyczaj „cienka granica oddziela normę od ekscesu”.

## Obsada
- Valeria Bruni Tedeschi jako Beatrice Morandini Valdirana
- Micaela Ramazzotti jako Donatella Morelli
- Valentina Carnelutti jako Fiamma Zappa
- Marco Messeri jako Floriano Morelli
- Anna Galiena jako Luciana Brogi Morelli
- Tommaso Ragno jako Giorgio Lorenzini
- Bob Messini jako adwokat Pierluigi Aitiani
- Sergio Albelli jako Torrigiani
- Marisa Borini jako pani Morandini Valdirana
- Luisanna Messeri jako pielęgniarka
- Chiara Arrighi jako pielęgniarka
- Bobo Rondelli jako Renato
- Graziano Salvadori jako kierowca
- Enrico Nigiotti jako wolontariusz[3]

## Produkcja
Zdjęcia kręcono w następujących lokacjach na terenie Włoch (głównie w Toskanii) według prowincji:
- prowincja Florencja (Campi Bisenzio);
- prowincja Grosseto (Orbetello);
- prowincja Livorno (Livorno);
- prowincja Lukka (Capannori, Pietrasanta, Viareggio);
- prowincja Pistoia (Montecatini Terme, Pistoia);
- prowincja Rzym (Rzym, Fiano Romano, Guidonia Montecelio)[4][5].

## Nagrody i nominacje
Film nowinowano i nagrodzono, m.in.:
- Europejska Akademia Filmowa
  - Nominacja: Najlepsza europejska aktorka roku Valeria Bruni Tedeschi (2016)
  - Nominacja: Nagroda publiczności - najlepszy film europejski Paolo Virzì (2017)
- David di Donatello 2017
  - Wygrana: Najlepszy film Paolo Virzì
  - Wygrana: Najlepsza aktorka pierwszoplanowa Valeria Bruni Tedeschi
  - Wygrana: Najlepszy reżyser Paolo Virzì
  - Wygrana: Najlepsza scenografia Tonino Zera
  - Wygrana: Najlepsze fryzury Daniela Tartari
  - Nominacja: David Młodzieżowego Jury – Nagroda dla reżysera Paolo Virzì
  - Nominacja: Najlepsza aktorka pierwszoplanowa Micaela Ramazzotti
  - Nominacja: Najlepsza aktorka drugoplanowa Valentina Carnelutti
  - Nominacja: Najlepsza muzyka Carlo Virzì
  - Nominacja: Najlepszy scenariusz oryginalny Francesca Archibugi, Paolo Virzì
- Złoty Kłos 2016
  - Wygrana: Najlepszy film Paolo Virzì